# Christopher J. Raxworthy
Christopher John Raxworthy (* 5. Februar 1964) ist ein britischer Herpetologe, der Kurator für Herpetologie am American Museum of Natural History ist.
Raxworthy studierte an der Universität London (Royal Holloway and Bedford  New College) mit dem Bachelor-Abschluss 1985 und wurde 1989 an der Open University promoviert. Er war ab 1996 Assistant Professor an der University of Kansas und 1998 bis 2000 an der Columbia University. Danach wurde er Associate Professor und Kurator am American Museum of Natural History.
Er untersuchte insbesondere die Herpetofauna auf Madagaskar (zum Beispiel Geckos und Chamäleons). Er war auch zu Feldstudien in Vietnam, Ghana und Mali. Er befasst sich mit Anwendung geographischer Informationssysteme und Satellitendaten für Artenschutz und ökologische Fragen.
Er erstbeschrieb bis 2010 50 Arten von Reptilien.